# Guidaccio Manfredi

Stemma Manfredi

Guidaccio Manfredi (Imola, ... – giugno 1499) è stato un mercenario italiano.

## Biografia
Era figlio di Taddeo Manfredi, signore di Imola e di Morsabilia Pio di Carpi.
Nel 1471 Guidaccio si rivolse contro il padre, che venne imprigionato. L'anno seguente venne chiamato a Milano dal duca Galeazzo Maria Sforza che lo armò cavaliere, ponendosi come mediatore per ristabilire la pace nella famiglia Manfredi. Gli venne promessa in sposa la figlia del duca Caterina, ma lo Sforza la fece sposare ad un miglior partito, Girolamo Riario, nipote di papa Sisto IV. Nel 1473 sposò invece la sorella di Galeazzo Maria Fiordelisa, figlia di Francesco Sforza duca di Milano, senza discendenza duratura: una figlia e un figlio nacquero rispettivamente nel febbraio 1474 e aprile 1475; due figli gemelli, Guido Antonio e Francesco Sforza, morirono infanti nel febbraio 1492.. Persa Imola, divenuta feudo di Riario, Guidaccio combatté con i fiorentini allo scopo di riprendere la città perduta, ma senza riuscirvi. Nel 1499 tentò di togliere ai parenti il dominio della valle del Lamone, ma senza effetto.
Morì nel giugno dello stesso anno.

## Ascendenza
|                                            |                               |                                                          | Genitori                                         |  |  | Nonni |  |  | Bisnonni                                  |  |  | Trisnonni                             |  |
|                                            |                               |                                                          |                                                  |  |  |       |  |  | Gian Galeazzo Manfredi, signore di Faenza |  |  | Astorre I Manfredi, signore di Faenza |  |
|                                            |                               |                                                          |                                                  |  |  |       |  |  | Gian Galeazzo Manfredi, signore di Faenza |  |  | Astorre I Manfredi, signore di Faenza |  |
|                                            |                               | Leta da Polenta                                          |                                                  |  |  |       |  |  | Gian Galeazzo Manfredi, signore di Faenza |  |  |                                       |  |
| Guidantonio Manfredi, signore di Faenza    |                               |                                                          |                                                  |  |  |       |  |  | Gian Galeazzo Manfredi, signore di Faenza |  |  |                                       |  |
|                                            |                               | Gentile Malatesta                                        | Galeotto I Malatesta, signore di Rimini e Cesena |  |  |       |  |  |                                           |  |  |                                       |  |
|                                            |                               | Gentile Malatesta                                        | Galeotto I Malatesta, signore di Rimini e Cesena |  |  |       |  |  |                                           |  |  |                                       |  |
|                                            |                               | Gentile Malatesta                                        | Gentile da Varano                                |  |  |       |  |  |                                           |  |  |                                       |  |
| Taddeo Manfredi, signore di Imola          |                               | Gentile Malatesta                                        |                                                  |  |  |       |  |  |                                           |  |  |                                       |  |
|                                            |                               | Niccolò Trincia Trinci, signore di Foligno               | Ugolino III Trinci, signore di Foligno           |  |  |       |  |  |                                           |  |  |                                       |  |
|                                            |                               | Niccolò Trincia Trinci, signore di Foligno               | Ugolino III Trinci, signore di Foligno           |  |  |       |  |  |                                           |  |  |                                       |  |
|                                            |                               | Niccolò Trincia Trinci, signore di Foligno               | Costanza Orsini                                  |  |  |       |  |  |                                           |  |  |                                       |  |
| Bianchina Trinci                           |                               | Niccolò Trincia Trinci, signore di Foligno               |                                                  |  |  |       |  |  |                                           |  |  |                                       |  |
|                                            |                               | Tora da Varano                                           | Rodolfo III da Varano, signore di Camerino       |  |  |       |  |  |                                           |  |  |                                       |  |
|                                            |                               | Tora da Varano                                           | Rodolfo III da Varano, signore di Camerino       |  |  |       |  |  |                                           |  |  |                                       |  |
|                                            |                               | Tora da Varano                                           | Elisabetta Malatesta                             |  |  |       |  |  |                                           |  |  |                                       |  |
| Guidaccio Manfredi                         |                               | Tora da Varano                                           |                                                  |  |  |       |  |  |                                           |  |  |                                       |  |
|                                            | Marco I Pio, signore di Carpi | Giberto I Pio, signore di Carpi                          |                                                  |  |  |       |  |  |                                           |  |  |                                       |  |
|                                            | Marco I Pio, signore di Carpi | Giberto I Pio, signore di Carpi                          |                                                  |  |  |       |  |  |                                           |  |  |                                       |  |
|                                            | Marco I Pio, signore di Carpi | Bianca Casati                                            |                                                  |  |  |       |  |  |                                           |  |  |                                       |  |
| Galasso II Pio di Savoia, signore di Carpi | Marco I Pio, signore di Carpi |                                                          |                                                  |  |  |       |  |  |                                           |  |  |                                       |  |
|                                            |                               | Taddea de 'Roberti                                       | Cabrino de' Roberti, patrizio di Reggio Emilia   |  |  |       |  |  |                                           |  |  |                                       |  |
|                                            |                               | Taddea de 'Roberti                                       | Cabrino de' Roberti, patrizio di Reggio Emilia   |  |  |       |  |  |                                           |  |  |                                       |  |
|                                            |                               | Taddea de 'Roberti                                       | Margherita del Sale                              |  |  |       |  |  |                                           |  |  |                                       |  |
| Morsabilia Pio di Carpi                    |                               | Taddea de 'Roberti                                       |                                                  |  |  |       |  |  |                                           |  |  |                                       |  |
|                                            |                               | Niccolò III d'Este, marchese di Ferrara, Modena e Reggio | Alberto V d'Este, marchese di Ferrara e Modena   |  |  |       |  |  |                                           |  |  |                                       |  |
|                                            |                               | Niccolò III d'Este, marchese di Ferrara, Modena e Reggio | Alberto V d'Este, marchese di Ferrara e Modena   |  |  |       |  |  |                                           |  |  |                                       |  |
|                                            |                               | Niccolò III d'Este, marchese di Ferrara, Modena e Reggio | Isotta Albaresani                                |  |  |       |  |  |                                           |  |  |                                       |  |
| Margherita d'Este                          |                               | Niccolò III d'Este, marchese di Ferrara, Modena e Reggio |                                                  |  |  |       |  |  |                                           |  |  |                                       |  |
|                                            |                               | …                                                        | …                                                |  |  |       |  |  |                                           |  |  |                                       |  |
|                                            |                               | …                                                        | …                                                |  |  |       |  |  |                                           |  |  |                                       |  |
|                                            |                               | …                                                        | …                                                |  |  |       |  |  |                                           |  |  |                                       |  |
|                                            |                               | …                                                        |                                                  |  |  |       |  |  |                                           |  |  |                                       |  |